# Victor von Herzfeld
Victor von Herzfeld   (Bratislava, 8 d'octubre de 1856 - Budapest, 19 de febrer de 1919) va ser un compositor, violinista i periodista musical hongarès.

## Biografia
Viktor Emmerich Ritter von Herzfeld prové d'una família jueva ennoblida. El seu pare Josef Ritter von Herzfeld (1836–1889), secretari general i després director de la "Foncière", companyia asseguradora de plagues de Viena, va ser elevat a cavaller austríac el 20 de desembre de 1874. La seva mare era Amalie von Herzfeld (nascuda a Winter, † 1909).
De 1875 a 79 va estudiar dret a la Universitat de Viena i al mateix temps tocant violí amb Dávid Ridley Kohne i Josef Hellmesberger i composició amb Franz Krenn al Conservatori de Viena, que va acabar el 1880 amb el 1r premi de composició i toc de violí. Primer va dirigir representacions d'òpera a Linz del 1881 al 82 i a Leipzig del 1882 al 83. El 1884 va rebre el premi Beethoven del "Gesellschaft der Musikfreunde" de Viena per la seva música al drama de Grillparzer "El somni d'una vida". Després va continuar estudiant composició a Berlín amb Friedrich Kiel i Eduard Grell. El 1886 va anar a Budapest, on va tocar el segon violí al famós quartet Hubay Popper Quartet fundat per Jenő Hubay i David Popper (fins al 1889 i per segona vegada del 1897 al 1899).
El 1887 va renunciar a la fe jueva. El 1888 va ser nomenat a la Reial Acadèmia de Música Hongaresa, on es va convertir en professor de teoria musical i, a partir del 1908, de composició. El 1907 va compondre una marxa festiva per a la inauguració del nou edifici de l'acadèmia. Entre els estudiants de composició de Herzfeld hi havia: Michael Krasznay-Krausz, Ákos Buttykay, Miklós Radnai, Oskar Böhme, György Kósa, Eugen Szenkar, Jenő Huszka, Antal Molnár, Emil Telmányi, László Lajtha, Alexander László i Paul Abraham.
Pels seus serveis educatius va ser guardonat amb l'Orde de la Corona de Ferro III per l'emperador Francisco Josep I. Classe atorgada. El 1907, von Herzfeld va ser nomenat el primer president de l'empresa hongaresa de gestió de drets "MARS", fundada per Jenő Huszka. Va ocupar aquest càrrec fins a l'últim any de la seva vida (Jenő Hubay va assumir la direcció el 1918). 1907-1908 va escriure crítiques musicals per al "New Pest Journal" i per al "Pester Lloyd". No va deixar d'ensenyar fins a la seva mort, tot i que al final només rebia els seus alumnes a casa.
Victor von Herzfeld va morir el 20 de febrer de 1919 a Budapest i va ser enterrat el 22 de febrer en una tomba honorífica al Kerepescher Friedhof.
Les seves composicions inclouen: obertures orquestrals, obres de música de cambra, serenates per a instruments de vent, suite per a orquestra de corda, peces per a piano i cançons. També és autor d'un llibre de text sobre la fugida (Rozsnyai, Budapest, 1914, 75 pàgines).
El seu cunyat era el químic austríac Guido Goldschmiedt, que es va casar amb la germana de Victor Herzfeld, Angelika, el 19 de juliol de 1886.
Ernst von Dohnányi va dedicar la seva Sonata per a violí en do aguda menor op.21 a Victor von Herzfeld.

## Obres
Obres orquestrals
- Obertura i Cançó del dervix al drama de Grillparzer "El somni d'una vida" (1883)
- Obertura de comèdia (1884)
- Capriccio (1896)
- Idil·li de primavera (1897)
- Hi havia una vegada, una imatge de conte de fades (1904)
- Serenata per a cordes (1900; versió per a instruments de vent - 1910)
- Marxa del festival a la manera hongaresa (1907)

Obres per a instrument solista i orquestra
- Dos romanços per a violí i orquestra (1879)

Música de cambra
- Romanç en sol major, op. 2 per a violí i piano (1882)
- Savis hongaresos, per a violí i piano (1901)
- Berceuse, per a violí i piano (1904)

Cançons per a veu i piano
- Cançons: Descansarà sota els arbres; Adéu amor meu; Viatges nocturns; Partir i evitar; Contemplació; Cançó del matí; L'alosa (1877/79)
- Cançons de noies i altres [poemes] de Paul Heyse, per a veu i piano
- Quatre cançons, op. 1 per a veu i piano: Sermon of Love (Rückert); Dos reis (Geibel); A la llunyania' (Uhland); Alguns ocells volen al niu (Geibel) (1879)
- Sis poemes de Julius Wolff, op. 3 per a veu i piano: La salutació del cantant; Dues estrelles; Cançó de ball; La senyora Minne; Secret; Lamentació (1882)
- Serenata Estàs dormint, estimat, ja estàs dormint, text de Julius Wolff, veu i piano (1885)

El piano funciona
- Variacions
- Sèries de colors. Volums I i II, 12 peces fàcils per a piano (1890-1899)

Tipus de lletra
- A fuga (The Fugue), Rozsnyai Károly Könyv- és Zeneműkiadása (Károly Rozsnyai Book and Music Publishing House), Budapest 1913
- La vida musical a Budapest, a: Senyals per al món musical., Núm. 66. pàgines 1295-1326, Leipzig 1907
- Robert Volkmann. A: The Musical Quarterly. Vol. 1, núm. 3 (juliol de 1915), pàg. 336-349 (a Internet Archive: https://archive.org/details/jstor-738146, anglès)